# Tespi Film
La Tespi Film è stata un'impresa di produzione cinematografica italiana con sede a Roma, attiva, nel periodo del cinema muto, dal 1916 al 1922.

## Storia
L'azienda venne fondata nel 1916 da Eugenio Sacerdoti, diventando quasi subito operativa quando Ugo Falena lasciò la "Film d'arte italiana", per assumere l'incarico di direttore artistico della nuova impresa. Assieme a lui arrivarono alla "Tespi" anche l'operatore Giorgio Ricci e le attrici Gemma e Bianca Stagno Bellincioni, madre e figlia, che costituirono l'asse portante delle produzioni dei primi due anni. Lavorarono in quel periodo nella "Tespi" anche altre attrici quali Silvia Malinverni ed una giovane Ada Dondini e tra gli attori Luigi Serventi, che poi sarà anche regista, ed Arturo Falconi. Il centro della produzione viene individuato presso la Villa Flora, via Forlì, al Nomentano.

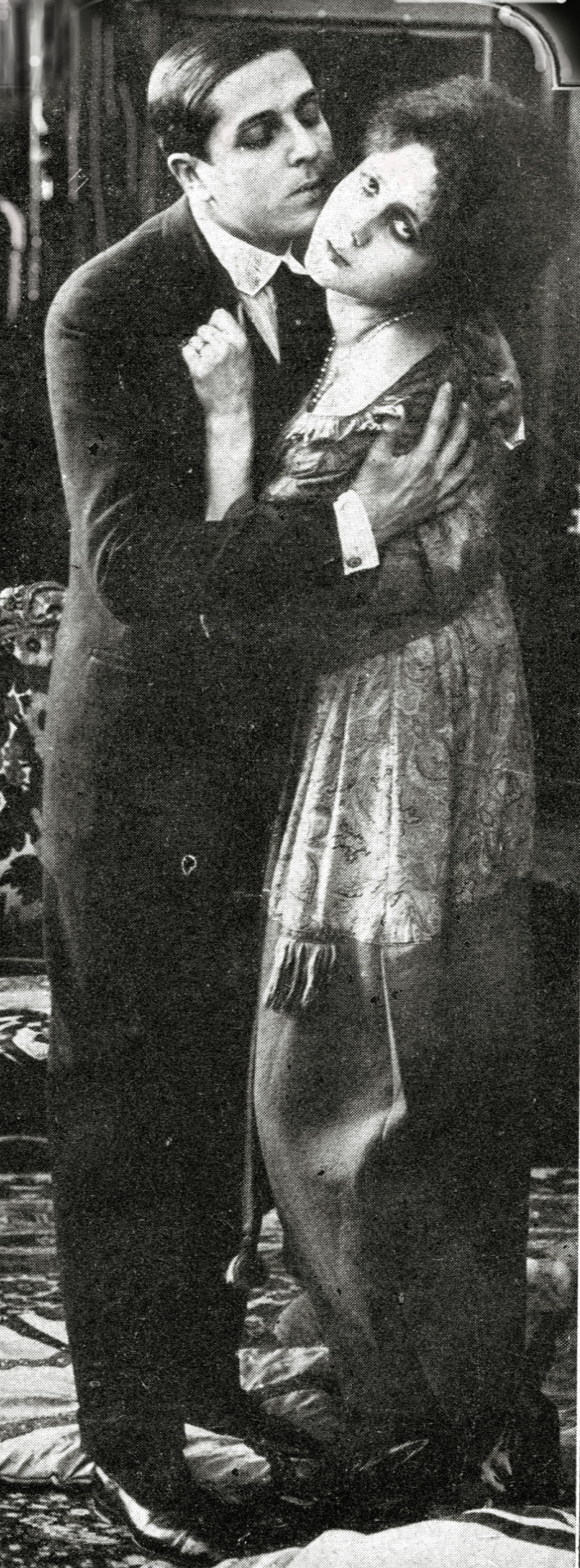
La casa che brucia film della "Tespi" del 1919 su soggetto di Tomaso Monicelli. Gli attori nell'immagine sono Pietro Pezzullo e Lina Millefleurs

Sin dall'inizio l'azienda si caratterizza per una produzione  di buona qualità basata essenzialmente su famose opere letterarie. Tra queste spicca un'edizione della Cavalleria rusticana, in cui Santuzza è Gemma Bellincioni, già arrivata al successo in quel ruolo nei teatri lirici. Su questo titolo si registra un'accesa concorrenza con la Flegrea Film che, nel medesimo 1916, per la regia di Ubaldo Maria Del Colle, porta sullo schermo lo stesso soggetto, di cui farà un remake nel 1924, con la regia, questa volta, di Mario Gargiulo. Alla casa napoletana che ottiene, dietro cospicuo compenso, l'autorizzazione di Mascagni per l'utilizzo della musica, la "Tespi" risponde assicurandosi l'assenso alla trasposizione cinematografica da parte di Verga. Altre pellicole di derivazione letteraria in questa fase di attività dell'azienda romana sono Anna Karenine, Adriana Lecouvreur e Il ferro, tratto da Gabriele D'Annunzio.
Nel 1918 la "Tespi" è interessata da un cambio di proprietà che comporta un avvicendamento anche nei ranghi artistici dell'azienda. Questa circostanza è dovuta alla decisione di un gruppo di letterati a giornalisti operanti a Roma, tra i quali Arnaldo Frateili, Mario Corsi, Enrico Roma ed Umberto Fracchia, di impegnarsi nel cinema, tanto che essi poi saranno anche registi. Del gruppo fa parte anche Tomaso Monicelli, a cui viene affidata la direzione di un elegante mensile, In penombra, su cui si pubblicano ampi articoli di presentazione e lancio dei film "Tespi", anche se il periodico non sarà solo un "house organ", ma nei suoi due soli anni di vita allargherà i suoi interessi anche ad altri campi come la moda, il teatro e la vita mondana. Monicelli sarà anche autore di alcuni soggetti dei film della "Tespi", tra cui La casa che brucia.
A seguito del nuovo assetto societario Ugo Falena lascia la società per andare a lavorare presso la nuova "Bernini Film", ma prima collabora con uno dei nuovi registi, dirigendo a quattro mani con Mario Corsi Frate Sole, iconografia sulla vita del Santo che è accompagnato da musiche e cori composti per l'occasione dal musicista Luigi Mancinelli. Anche le Bellincioni lasciano la "Tespi" per fondare una propria casa di produzione (La "Biancagemma") che produrrà qualche film all'inizio degli anni venti. Vengono sostituite da nuove attrici, tra le quali la cantante milanese Lina Millefleurs.

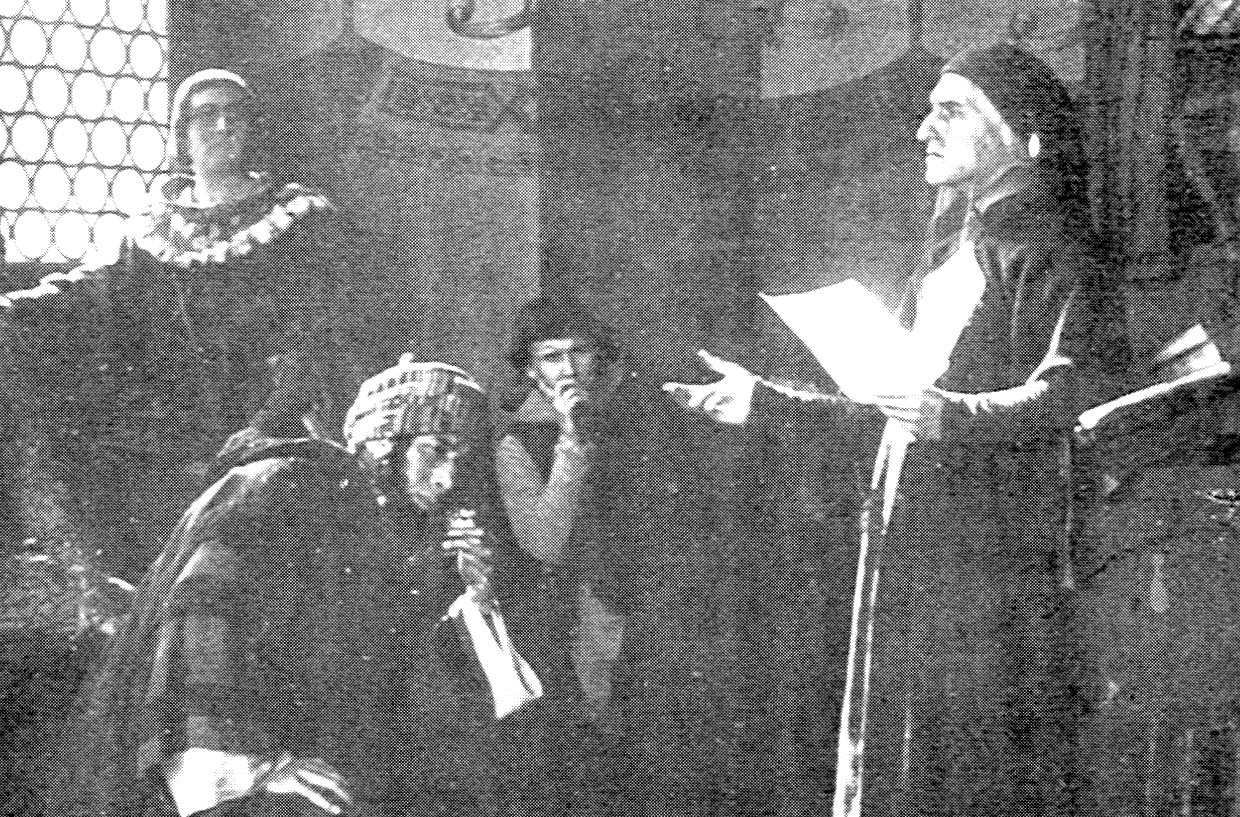
Foto di scena de La mirabile visione, diretto da Luigi Sapelli (Caramba), ultimo sforzo produttivo della "Tespi" nel 1921, poco prima della sua cessazione. Dante è interpretato da Camillo Talamo

Le modifiche societarie ed artistiche non incidono sulla "linea editoriale" dell'azienda che continua a proporre film tratti da opere letterarie di importanti scrittori, come La rosa (da Pirandello, con adattamento di suo figlio Stefano Landi), Indiana, da un racconto di George Sand, Le due Marie, tratto da Roberto Bracco ed interpretato da Maria Melato, e La notte romantica di Dolly, da una novella di Poe, che viene sperimentalmente realizzato quasi senza didascalie e con inquadrature di incubi ed allucinazioni che l'avvicinano all'esperienza del cinema espressionista.
Neanche la "Tespi" è immune dal fenomeno del "divismo": nel 1919 - 20 vi opera una delle più note del periodo, Diana Karenne, che tuttavia rispetto alle altre è anche produttrice e regista dei suoi film in un'epoca non facile per una donna. Sono 4 i film realizzati dall'attrice polacca presso l'azienda romana: La studentessa di Gand, il già citato Indiana, più altri 2 dei quali è anche regista Sleima (in cui lavora anche il suo compagno Ernesto Maria Pasquali che morirà pochi mesi dopo) e La veggente. 

Lo staff della "Tespi Film" nel 1920. Da sinistra, il giornalista e regista Arnaldo Frateili, lo scenografo Corrado Mezzana, l'amministratore Federico Lorenzi, il direttore artistico Luigi Sapelli (Caramba), ed il regista Mario Corsi.

Solo nell'ultimo periodo della sua attività la "Tespi" dà spazio al genere comico, con La volete sapere la novità? ed un paio di altri film interpretati dal cabarettista boemo Ludwig Bendiner, reduce da un grande successo a Berlino
Nel 1921 anche la "Tespi Film" resta coinvolta nella crisi crescente che investe la cinematografia italiana. Una delle sue ultime produzioni la pone in concorrenza con i produttori fiorentini che avevano fondato la "Montalbano Film" dando vita agli stabilimenti di Rifredi, quando in occasione del sesto centenario della morte di Dante, viene realizzata La mirabile visione, (vi esordisce come scenografo il futuro sceneggiatore e regista Ivo Perilli). Nonostante la larghezza di mezzi e la grande pubblicità profusi, il film su Dante non ottiene particolare successo di pubblico, anche se sarà poi  utilizzato negli anni a venire come strumento didattico per scuole o sale parrocchiali. Il film dantesco costituisce il punto di massimo sforzo, ma anche di arrivo della "Tespi", che all'inizio dell'anno successivo cessa l'attività, nonostante il suo ultimo bilancio, chiuso il 30 giugno 1921, registri ancora risultati incoraggianti e permetta una distribuzione di utili pari ad un rendimento del 7%. Alcune pellicole già prodotte saranno poi distribuite nei due anni successivi.
Benché limitata a poco più di 5 anni, l'attività della "Tespi film" è stata, rispetto al livello medio della produzione cinematografica italiana dei primi anni venti, generalmente apprezzata dagli storici del cinema, che l'hanno considerata come «l'esperienza artistica più interessante del cinema italiano del periodo» e come un'impresa che, basando la sua produzione sul carattere letterario, parve assumere un significato particolare nel contesto di quel difficile periodo. Mentre inizia in Italia un inarrestabile declino della cinematografia, la "Tespi Film" può considerarsi come «uno dei pochi tentativi  di (ri)dare vita ad una produzione spettacolare, [anche se] rilevatisi scarsi ed inefficaci». Come per altre case di produzione di quegli anni, oggi della "Tespi" è rimasto poco, in quanto sono soltanto 5 le pellicole che risultano sopravvissute, di cui una incompleta. Tra queste però si trovano due delle più importanti, cioè Frate sole e La mirabile visione.

## Filmografia
1916
- La laude della vita e la laude della morte, regia di Ugo Falena
- Il malefico anello, regia di Ugo Falena
- Cavalleria rusticana, regia di Ugo Falena
- Suor Teresa, regia di Ugo Falena

1917
- Il biricchino di Parigi, regia di Ugo Falena
- La figlia del mare, regia di Ugo Falena
- Le nozze di Vittoria, regia di Ugo Falena
- Verso la gloria- documentario propagandistico
- L'ombra del sogno regia di Vincenzo Morello (Rastignac)

1918
- Anna Karenine, regia di Ugo Falena
- A Santa Lucia, regia di Ugo Falena
- La donna che non ebbe cuore, regia di Ugo Falena
- Lilly Pussy, regia di Ugo Falena
- Il ferro, regia di Ugo Falena
- Frate Sole, regia di Mario Corsi ed Ugo Falena
- Le tessitrici del tempo

1919
- La casa che brucia, regia di Mario Corsi
- I due zoccoletti, regia di Enrico Roma
- Lolita, regia di Ugo Falena
- Sleima  (anche Turbine), regia di Diana Karenne

1920
- Adriana Lecouvreur, regia di Ugo Falena
- Ave Maria (anche Ave Maria gratia plena), regia di Diana Karenne
- La bella e la bestia. regia di Umberto Fracchia
- Le due Marie, regia di Mario Corsi ed Ugo Falena
- Kitra fiore della notte, regia di Mario Corsi
- La scala di seta, regia di Arnaldo Frateili
- L'amore di Loredana, regia di Mario Corsi

1921
- Una donna d'altri tempi, regia di Arnaldo Frateili
- Lei o nessuna, diretto da Giorgio Ricci
- Indiana, regia di Umberto Fracchia
- Musotta, regia di Mario Corsi
- Sonata a Kreutzer, regia di Umberto Fracchia
- Il centauro, regia di Mario Corsi
- La volete sapere la novità ?, regia di Mario Corsi
- Senza amore (anche La pantera di neve), regia di Arnaldo Frateili
- Suprema bellezza, regia di Luigi Serventi
- La mirabile visione, regia di Luigi Sapelli

1922
- Sotto la maschera, regia di Mario Corsi [9]
- La notte romantica di Dolly, regia di Arnaldo Frateili [9]
- Sei mia. regia di Umberto Fracchia  [9]
- La studentessa di Gand, regia di Umberto Fracchia  [9]
- La veggente, regia di Diana Karenne [9]
- L'amante incatenata, regia di Mario Corsi [10]
- Cesare Birotteau, regia di Arnaldo Frateili [10]
- La rosa, regia di Arnaldo Frateili  [10]
- La scimitarra del Barbarossa, regia di Mario Corsi  [10]
- IL solco e la sementa, regia di Mario Corsi  [10]

1923
- L'isola di Progne, regia di Sandro Salvini [10]